# Obed Enamorado
Obed Israel Enamorado Palacios (15 de setembro de 1985) é um futebolista profissional hondurenho que atua como goleiro.

## Carreira
Obed Enamorado fez parte do elenco da Seleção Hondurenha de Futebol nas Olimpíadas de 2008.